# Erwin Hoffer
Pour les articles homonymes, voir Hoffer.
Erwin Hoffer est un footballeur autrichien né le 14 avril 1987 à Baden. Il évolue au poste d'attaquant.

## Palmarès
- Rapid Vienne
  - Vainqueur du Championnat d'Autriche en 2008.
  - Vainqueur de la Supercoupe d'Autriche en 2008.
  - Meilleur buteur du Championnat d'Autriche en 2009.

## Liens externes

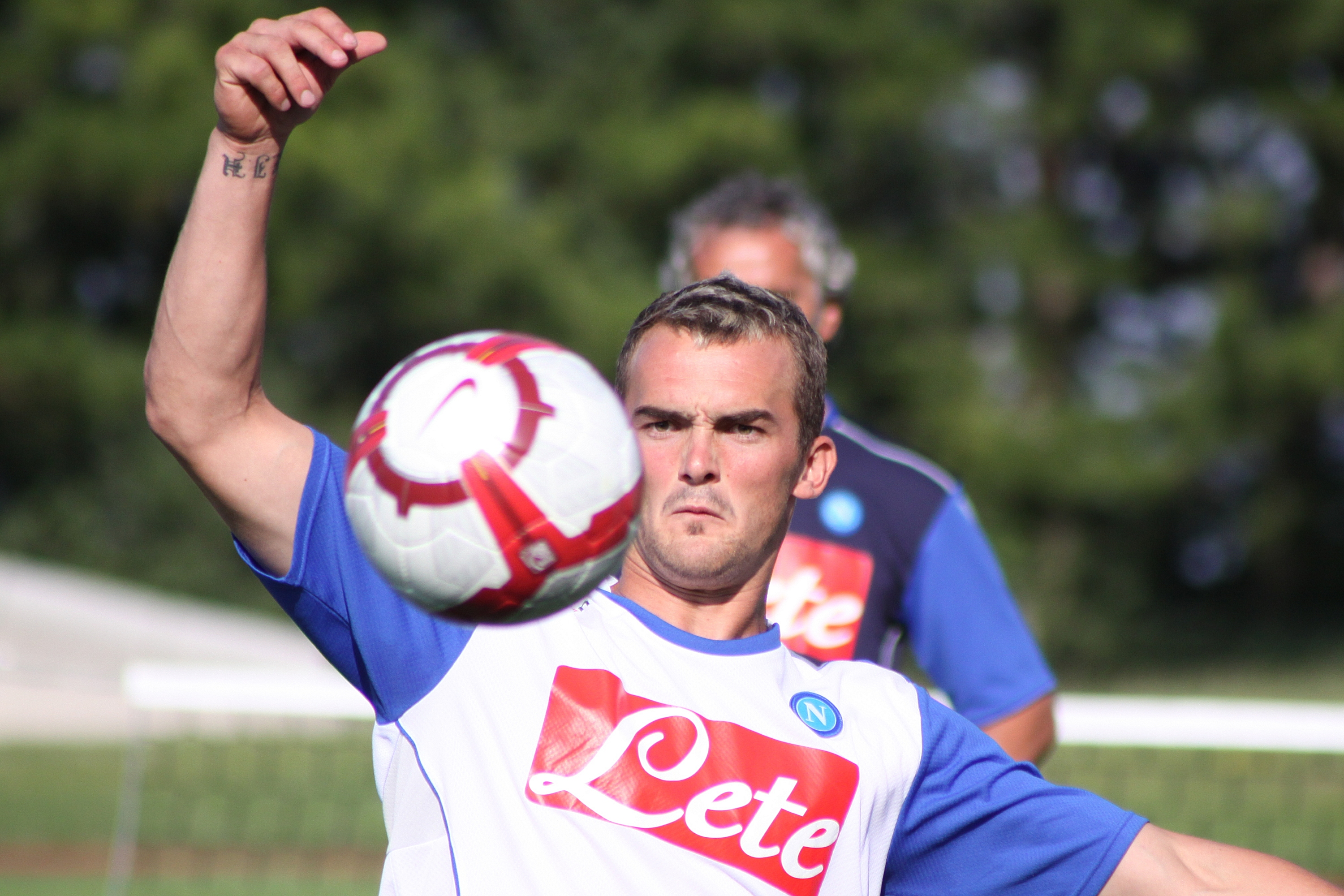
Erwin Hoffer avec le SSC Naples en 2009